# Resolutie 558 Veiligheidsraad Verenigde Naties
Resolutie 558 van de Veiligheidsraad van de Verenigde Naties werd unaniem aangenomen op 13 december 1984.

## Achtergrond
Na de Tweede Wereldoorlog werd in Zuid-Afrika het apartheidssysteem ingevoerd waarbij blank en zwart volledig van elkaar gescheiden moesten leven maar die eersten wel bevoordeeld werden. Het ANC, waarvan ook Nelson Mandela lid was, was fel tegen dit systeem. Tegenstanders van de apartheid werden streng gestraft en buurlanden die achter de tegenstanders stonden werden aangevallen. De Verenigde Naties legden Zuid-Afrika daarom een wapenembargo op. Zuid-Afrika begon daarop echter te investeren in haar eigen wapenproductie.

## Inhoud
De Veiligheidsraad:
- Herinnert aan resolutie 418, die een verplicht wapenembargo tegen Zuid-Afrika oplegde.
- Herinnert aan resolutie 421, die een comité de taak gaf manieren te zoeken om het embargo effectiever te maken.
- Neemt akte van het comités rapport.
- Onderkent dat Zuid-Afrika's grotere inspanning om wapens te maken de effectiviteit van het embargo ondermijnt.
- Overweegt dat geen land mag bijdragen aan Zuid-Afrika's capaciteit om wapens te maken.

1. Herbevestigt resolutie 418 en benadrukt de noodzaak om die na te leven.
2. Vraagt alle landen geen wapens, munitie en militaire voertuigen in te voeren uit Zuid-Afrika.
3. Vraagt alle landen, ook niet-lidstaten, om deze resolutie strikt na te leven.
4. Vraagt de secretaris-generaal voor 31 december 1985 aan het comité te rapporteren over de uitvoering van deze resolutie.

## Verwante resoluties
- Resolutie 554 Veiligheidsraad Verenigde Naties
- Resolutie 556 Veiligheidsraad Verenigde Naties
- Resolutie 560 Veiligheidsraad Verenigde Naties
- Resolutie 566 Veiligheidsraad Verenigde Naties

Lijst ·  546 ·  547 ·  548 ·  549 ·  550 ·  551 ·  552 ·  553 ·  554 ·  555 ·  556 ·  557 ·  558 ·  559